# Standardní elektrodový potenciál
Standardní elektrodový potenciál (E⦵ či E0, někdy z estetických důvodů také E°) redoxního páru je za standardních podmínek veličina udávající měřitelné elektrické napětí mezi vodíkovou elektrodou a elektrodou daného redoxního páru. Standardní elektrodový potenciál vodíkové elektrody je za jakékoliv teploty nulový.
Seřazení kovů podle jejich standardních elektrodových potenciálů je známé pod názvem Beketovova řada kovů. Čím vyšší je hodnota standardního elektrodového potenciálu, tím ušlechtilejší je daný kov.